# José del Castillo Nicolau
José del Castillo Nicolau (Salamanca, 1920-Luquillo (Puerto Rico), agosto de 2002), neurobiólogo español.
Nacido en Salamanca, se  licenció en medicina en su universidad en 1945, habiendo publicado antes sus primeros trabajos científicos. Redactó su tesis doctoral trabajando en el londinense Middlesex Hospital. Se doctoró en la Universidad de Madrid en 1947.
Llamado por su amigo Sánchez Villares a principios de la década de 1950, opositó a adjunto de la cátedra de Fisiología en Salamanca, pero no le dieron la plaza y partió al extranjero. Primero en el Departamento de Fisiología y Biofísica de la Universidad de Berna y luego en el University College de Londres, con el profesor Katz, desde 1953.
En 1956 es profesor visitante en la State University de New York y en 1959 se traslada a Puerto Rico donde, en 1967, funda el prestigioso Laboratorio de Neurobiología, hoy Instituto de Neurobiología, que dirige hasta 1986.
Fue doctor honoris causa por la Escuela de Medicina de la Universidad del Caribe (1987) y por la Universidad de Salamanca (lo propusieron en 1984 pero su nombramiento no se efectuó hasta 1992). En 1991 recibió el Premio Castilla y León de Investigación Científica y Técnica

## Obras
- El concepto de la liberación cuántica de neurotransmisor, 1954. En colaboración con Bernard Katz